# Abananote
Abananote là một chi bướm ngày thuộc phân họ Heliconiinae trong Họ Bướm giáp. Đối với bài viết về các vấn đề thuộc lĩnh vực phân loại học liên quan đến nhóm này, xem Acraea.

## Loài
Tên loài được xếp theo thứ tự bảng chữ cái trong từng nhóm:
- Nhóm abana
  - Abananote abana (Hewitson, 1868)
  - Abananote erinome (C. & R. Felder, 1861)
  - Abananote radiata (Hewitson, 1868)
- Nhóm hylonome
  - Abananote euryleuca (Jordan, 1910)
  - Abananote hylonome (Doubleday, 1844)